# Cocoa Touch
Cocoa Touch是苹果公司的用户界面软件框架，用于在iOS操作系统上开发应用软件来运行在iPhone, iPad和iPod Touch上。
Cocoa Touch提供了iOS操作系统的抽象层。Cocoa Touch基于 Mac OS X Cocoa API， 主要用 Objective-C程序语言写成。 相比Mac OS X上的Cocoa，Cocoa Touch增加了支持iOS设备的硬件和功能。和Cocoa一样, Cocoa Touch使用MVC软件架构模式。
Cocoa Touch具有不同于Cocoa的图形控制组件。iOS SDK包含了开发基于Cocoa Touch的应用软件的工具。

## iOS技术架构內的Cocoa Touch
技术上，iOS可分为如下一套组件，顶层是Cocoa Touch，底层是内核。 
1. Cocoa Touch
2. Media / Application Services
3. Core Services
4. Core OS / iOS kernel

## 主要功能
- 核心动画 Core Animation
- 多任务 Multitasking
- 手势识别 Gesture Recognizers

## 主要框架
Cocoa Touch 提供如下框架，用于开发运行在iOS上的应用系统。
- Foundation Kit Framework
- UIKit Framework (based on Application Kit)
- GameKit Framework
- iAd Framework
- MapKit Framework